# Grand Prairie (Texas)
Grand Prairie ist eine Stadt im Dallas County im US-Bundesstaat Texas der Vereinigten Staaten. Das U.S. Census Bureau hat bei der Volkszählung 2020 eine Einwohnerzahl von 196.100 ermittelt.

## Geographie
Die Stadt im mittleren Nordosten von Texas liegt etwa 25 Kilometer südwestlich von Dallas und 23 Kilometer östlich von Fort Worth, sie ist im Norden etwa 100 Kilometer von Oklahoma entfernt. Mit kleineren Teilen der Stadt reicht diese auch in das Tarrant County und in das Ellis County. Der Mountain Creek Lake liegt im Osten und der Joe Pool Lake im Süden von Grand Prairie.

## Geschichte
Die ersten Siedler kamen bereits vor dem Bürgerkrieg in dieses Gebiet und siedelten. 1874 wurde das erste Postbüro eröffnet, 1875 die erste Kirche erbaut, die auch als Schule diente, und 1876 in der Nähe die Gleise der Texas and Pacific Railway verlegt und 1890 hatte die Stadt bereits 300 Einwohner. 1900 wurde der erste Telefonanschluss gelegt.

## Demographische Daten
Das durchschnittliche Einkommen eines Haushalts der Stadt liegt bei 46.816 USD, das durchschnittliche Einkommen einer Familie bei 51.449 USD.  Männer haben ein durchschnittliches Einkommen von 35.300 USD gegenüber den Frauen mit durchschnittlich 28.184 USD. Das Pro-Kopf-Einkommen liegt bei 18.978 USD. 11,1 % der Einwohner und 8,7 % der Familien leben unterhalb der Armutsgrenze.
30,5 % der Einwohner sind unter 18 Jahre alt und auf 100 Frauen ab 18 Jahre und darüber kommen statistisch 95,2 Männer. Das Durchschnittsalter beträgt 30 Jahre. (Stand: 2000).

## Verkehr und Wirtschaft
Grand Prairie hat eine gute Verkehrsanbindung durch zwei im Umkreis von zehn Kilometer liegende Flugplätze, der Eisenbahn, den US-Highways 80, 161 und 303 sowie den Interstate Highways 20 und 30 und die Landstraße 1382. Zu den Flughäfen zählt auch der ca. vier Kilometer nordwestlich des Stadtzentrums befindliche Grand Prairie Municipal Airport. Hier sind auch weltweit bekannte und international tätige Unternehmen, beispielsweise aus der Luftfahrtbranche ansässig. Hierzu zählen Airbus Helicopters, Bell Helicopter, Triumph Aerostructures – Vought Aircraft Division und Turbomeca.

## Schulen
Die Schulen sind im Grand Prairie Independent School District zusammengefasst, welcher im Schuljahr 2002/03 sein hundertjähriges Bestehen feierte. Der GPISD ist ein fast 100 km² großes Gebiet mit rund 22.000 Schülern und Studenten, 36 Campus, 23 Grundschulen, sieben Mittelschulen, zwei Hochschulen und zwei alternativen Schulen. Colleges und Universitäten gibt es im Umkreis von 20 Kilometern in Arlington, Dallas und Irving.

## Parks

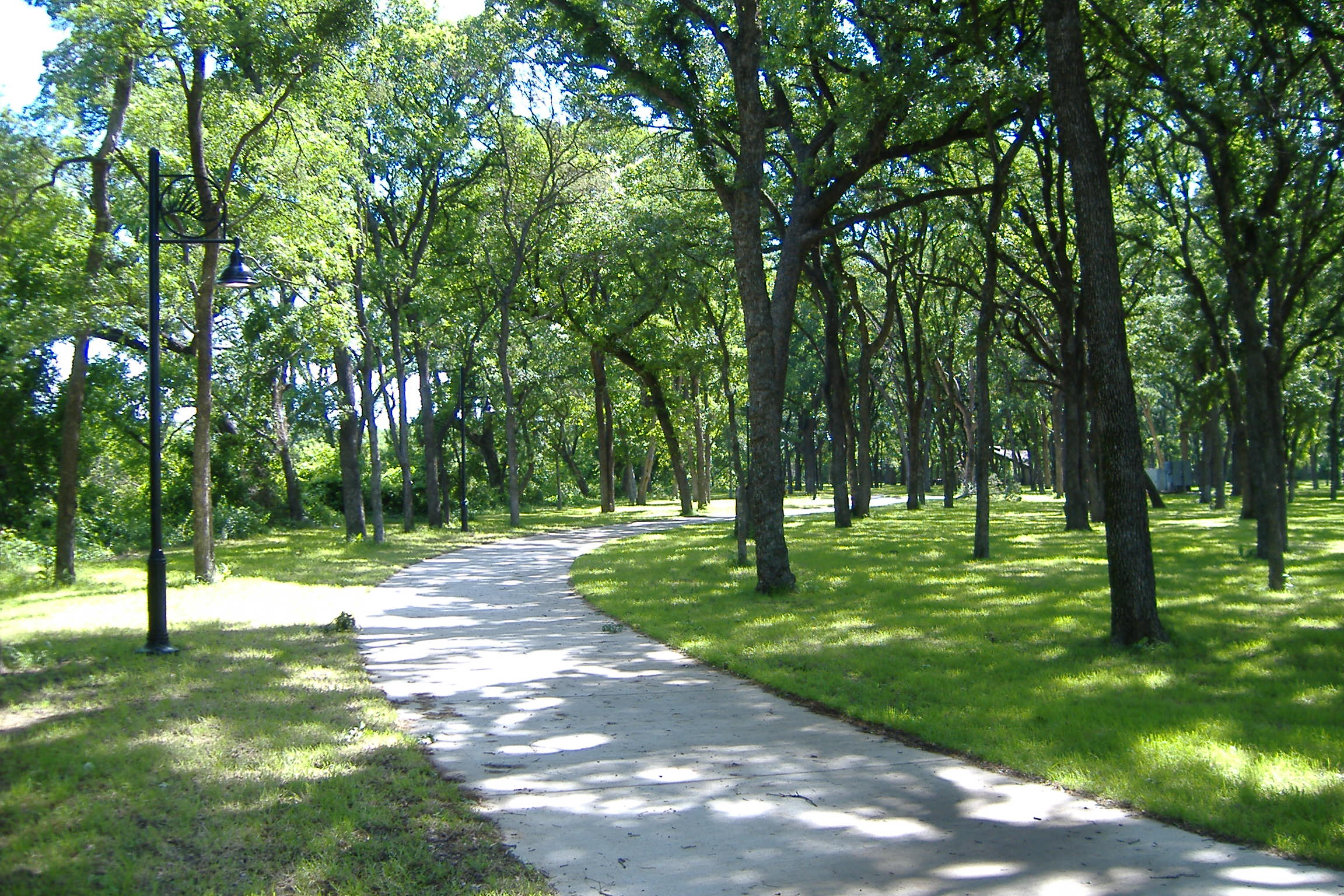
C.P. Waggoner Park

Insgesamt gibt es 52 Parks mit einer Gesamtfläche von über 4.900 Morgen. Die Stadt hat einen 125 Millionen Dollar teuren 20-Jahresplan zur Verbesserung der Parks aufgelegt. Finanziert wird dieser durch eine 0,25%ige Sondersteuer. Die größten Parks sind
- Lynn Creek Park
- Estes Park
- Mountain Creek Lake Park
- Kirby Creek Park
- Freedom Park
- Winsom Park
- Sycamore Park
- Cottonwood Park
- Colgate Park
- Crockett Park
- Turner Park
- Hill St Park
- CP Waggoner Park
- Mike Lewis Park

## Sportmöglichkeiten
Bedingt durch die beiden im Osten und Süden liegenden Seen, deren Ufer auch als Naherholungsgebiete genutzt werden, liegen Wassersport und Fischen an erster Stelle, gefolgt vom Golfen. Weiterhin gibt es 32 Tennisplätze.
- Riverside Golf Club
- Great Southwest Golf Course
- Grand Praire Municipal Golf Course
- Wood Crest Country Club

## Religion
In Grand Prairie gibt es derzeit 72 verschiedene Kirchen aus 21 unterschiedlichen Konfessionen. Unter den zu einer Konfession gehörenden Kirchen ist die Baptistengemeinde mit 27 Kirchen am stärksten vertreten. Weiterhin gibt es acht zu keiner Konfession gehörende Kirchen (Stand: 2004).

## Söhne und Töchter der Stadt
- James Walter Elder (1882–1941), Politiker
- Jud Larson (1923–1966), Autorennfahrer
- Ed Parish Sanders (1937–2022), Theologe und Spezialist für nichtbiblische jüdische Literatur
- Charley Taylor (1941–2022), American-Football-Spieler und -Trainer
- Selena Gomez (* 1992), Schauspielerin und Sängerin
- Jeff Okudah (* 1999), American-Football-Spieler
- Jasmine Moore (* 2001), Leichtathletin